# Aulacoderus
Aulacoderus es un género de coleópteros de la familia Anthicidae.  El género fue descrito científicamente primero por La Ferté-Sénectère en 1849.

## Especies
Esta es una lista de especies que corresponden a este género:
- Aulacoderus alatus van Hille, 1985
- Aulacoderus angustus van Hille, 1985
- Aulacoderus apophysialis van Hille, 1985
- Aulacoderus asymmetricus van Hille, 1984
- Aulacoderus bedfordi van Hille, 1984
- Aulacoderus bilineatus van Hille, 1984
- Aulacoderus bisbicornutus van Hille, 1985
- Aulacoderus bisbimaculatus van Hille, 1984
- Aulacoderus bisbispinosus van Hille, 1988
- Aulacoderus bomansi van Hille, 1984
- Aulacoderus bonadonai van Hille, 1985
- Aulacoderus bradfordi van Hille, 1984
- Aulacoderus brevicornis van Hille, 1984
- Aulacoderus brevispicatus van Hille, 1985
- Aulacoderus brevispinosus van Hille, 1985
- Aulacoderus brevitegminis van Hille, 1988
- Aulacoderus brevithorax van Hille, 1985
- Aulacoderus breytenbachae van Hille, 1985
- Aulacoderus brucoensis van Hille, 1984
- Aulacoderus buffalo van Hille, 1985
- Aulacoderus canariensis Wollaston, 1864
- Aulacoderus canthariphilus van Hille, 1984
- Aulacoderus capeneri van Hille, 1984
- Aulacoderus catharinae van Hille, 1985
- Aulacoderus cecileae van Hille, 1985
- Aulacoderus centralis van Hille, 1988
- Aulacoderus chaboti Pic, 1921
- Aulacoderus chandleri van Hille, 1985
- Aulacoderus chicarubiensis van Hille, 1984
- Aulacoderus colletti van Hille, 1984
- Aulacoderus denticollis van Hille, 1984
- Aulacoderus draconis van Hille, 1984
- Aulacoderus endoedyi van Hille, 1985
- Aulacoderus erratus van Hille, 1984
- Aulacoderus firmani van Hille, 1984
- Aulacoderus fontium van Hille, 1984
- Aulacoderus forchhammeri van Hille, 1985
- Aulacoderus formicomisternus van Hille, 1984
- Aulacoderus forsythi van Hille, 1984
- Aulacoderus friwaldszkyi LaFerté-Sénectère, 1849
- Aulacoderus funebris Reitter, 1884
- Aulacoderus gessi van Hille, 1984
- Aulacoderus ghanensis van Hille, 1984
- Aulacoderus govenderi van Hille, 1984
- Aulacoderus harropae van Hille, 1985
- Aulacoderus heberdeyi van Hille, 1985
- Aulacoderus herero van Hille, 1985
- Aulacoderus heteropennis van Hille, 1985
- Aulacoderus hobohmi van Hille, 1984
- Aulacoderus humicola van Hille, 1984
- Aulacoderus inoblitus Krekich-Strassoldo, 1913
- Aulacoderus inopinans Krekich-Strassoldo, 1914
- Aulacoderus iudicis van Hille, 1985
- Aulacoderus janeae van Hille, 1985
- Aulacoderus josensis van Hille, 1984
- Aulacoderus kaffensis van Hille, 1984
- Aulacoderus karrooensis van Hille, 1985
- Aulacoderus kochi van Hille, 1984
- Aulacoderus krekichi van Hille, 1985
- Aulacoderus latibrachiatus van Hille, 1985
- Aulacoderus linnavuorii van Hille, 1984
- Aulacoderus longicornis van Hille, 1984
- Aulacoderus longithorax van Hille, 1985
- Aulacoderus lovemorei van Hille, 1984
- Aulacoderus luberosus Spassky, 1955
- Aulacoderus macchleryi van Hille, 1984
- Aulacoderus maderae Bonadona, 1963
- Aulacoderus magaliensis van Hille, 1984
- Aulacoderus manselli van Hille, 1984
- Aulacoderus manzer Bonadona, 1964
- Aulacoderus marginatus van Hille, 1984
- Aulacoderus maynei Pic, 1913
- Aulacoderus medleri van Hille, 1984
- Aulacoderus milleri van Hille, 1984
- Aulacoderus mitis van Hille, 1984
- Aulacoderus mogotoensis van Hille, 1984
- Aulacoderus montanus van Hille, 1984
- Aulacoderus moolmanae van Hille, 1985
- Aulacoderus morani van Hille, 1984
- Aulacoderus multidenticulatus van Hille, 1984
- Aulacoderus multispinosus van Hille, 1985
- Aulacoderus munroi van Hille, 1984
- Aulacoderus mutatus Gemminger, 1870
- Aulacoderus namaqua van Hille, 1985
- Aulacoderus nemoralis van Hille, 1984
- Aulacoderus nigricolor Pic, 1952
- Aulacoderus oberprieleri van Hille, 1985
- Aulacoderus obockianus Pic, 1914
- Aulacoderus oosthuizeni van Hille, 1985
- Aulacoderus orangensis van Hille, 1984
- Aulacoderus otiosus van Hille, 1985
- Aulacoderus ovaliceps van Hille, 1985
- Aulacoderus pallidithorax van Hille, 1984
- Aulacoderus pedester van Hille, 1971
- Aulacoderus perfuscus van Hille, 1984
- Aulacoderus perlucidus van Hille, 1971
- Aulacoderus perna van Hille, 1984
- Aulacoderus pici van Hille, 1984
- Aulacoderus platypennis van Hille, 1984
- Aulacoderus pondo van Hille, 1984
- Aulacoderus pustulatus van Hille, 1984
- Aulacoderus quartus van Hille, 1988
- Aulacoderus quietus van Hille, 1984
- Aulacoderus ranchhodi van Hille, 1984
- Aulacoderus rubromarginatus van Hille, 1985
- Aulacoderus ruficeps van Hille, 1984
- Aulacoderus rustenburgensis van Hille, 1984
- Aulacoderus scapulatus van Hille, 1985
- Aulacoderus schulzei van Hille, 1985
- Aulacoderus scotti van Hille, 1984
- Aulacoderus scydmaenoides Wollaston, 1864
- Aulacoderus sebastiani van Hille, 1985
- Aulacoderus serowensis van Hille, 1985
- Aulacoderus seydeli Spassky, 1955
- Aulacoderus sibayensis van Hille, 1971
- Aulacoderus singularis van Hille, 1985
- Aulacoderus skeltoni van Hille, 1984
- Aulacoderus smithersi van Hille, 1984
- Aulacoderus smithi van Hille, 1984
- Aulacoderus spiculosus van Hille, 1984
- Aulacoderus spinithorax van Hille, 1984
- Aulacoderus stephani van Hille, 1984
- Aulacoderus sternobarbatus van Hille, 1985
- Aulacoderus sulcithorax Desbrochers des Loges, 1875
- Aulacoderus thabinensis van Hille, 1984
- Aulacoderus trilobatus van Hille, 1985
- Aulacoderus trimaculatus van Hille, 1985
- Aulacoderus triplex van Hille, 1985
- Aulacoderus tristernitus van Hille, 1985
- Aulacoderus tuberculifer van Hille, 1985
- Aulacoderus turneri van Hille, 1984
- Aulacoderus uniflavus Bonadona, 1984
- Aulacoderus vagus van Hille, 1985
- Aulacoderus vandersteli van Hille, 1985
- Aulacoderus vaneei van Hille, 1988
- Aulacoderus vansoni van Hille, 1984
- Aulacoderus wilsoni van Hille, 1984
- Aulacoderus youngai van Hille, 1985